# 德国贝洱
德国贝洱（Mahle Behr GmbH & Co. KG）是一家德国汽车部件制造公司，专注于汽车空调、内燃机冷却系统领域。2006年销售额32亿欧元，雇员18,600人。
贝洱公司在美国的特洛伊 (密歇根州), 代顿_(俄亥俄州) , 查尔斯顿_(南卡罗来纳州), 德州沃思堡都有大规模生产工厂。